# Zorocrates chamula
Zorocrates chamula is een spinnensoort uit de familie Zoropsidae. De soort komt voor in Mexico. 